# Национални комитет ослобођења Југославије
Национални комитет ослобођења Југославије (НКОЈ; словен. Nacionalni komite osvoboditve Jugoslavije, мкд. Национален комитет за ослободување на Југославија) је за време Народноослободилачког рата био највиши извршни и наредбодавни орган народне власти у Југославији, са свим обележјима народне револуционарне владе.
Тек по доласку у ослобођени Београд НКОЈ развија своју делатност у пуном опсегу.
До марта 1945. носилац је преговора са избегличком владом ради постизања споразума а у сврху ликвидације паралелизма двеју влада, у земљи и иностранству, као и међународног признања промена у Југославији. Београдским споразумом 1. новембра 1944. између маршала Тита и Ивана Шубашића постигнут је државни континуитет Југославије са међународно-правног гледишта и утврђена структура јединствене владе, формиране од НКОЈ-а и владе Краљевине Југославије, са задатком да распише изборе за Уставотворну скупштину. До одлуке Конституте краљ Петар II је пренео своју власт на Намесништво.
Кримска конференција великих сила фебруара 1945. санкционисала је споразум усвојивши тзв. Кримску препоруку у којој се тражи неодложно формирање заједничке владе и проширење АВНОЈ-а некомпромитованим посланицима народне скупштине Краљевине Југославије из 1938. године. Краљевска влада и НКОЈ подносе оставке и 7. марта 1945. Указом Краљевског намесника, на предлог Председништва АВНОЈ-а, формирана је нова јединствена влада.

## Историја
Установљен је посебном одлуком АВНОЈ-а (Антифашистичко веће народног ослобођења Југославије) на основу Декларације Другог заседања. НКОЈ се састојао од председника, три потпредседника и потребног броја повереника, а за свој рад одговарао је АВНОЈ-у, односно Председништву АВНОЈ-а, које је и именовало његове чланове.
На првој седници Председништва АВНОЈ-а (30. новембра 1943) именован је НКОЈ — прва револуционарна влада с маршалом Југославије Јосипом Брозом Титом на челу. Седиште НКОЈ је било у Дрвару (до краја маја 1944), на Вису (од маја до октобра 1944), а затим у Београду све до 7. марта 1945, када је на основу споразума Тито–Шубашић, укинут и формирана Привремена влада Демократске Федеративне Југославије под председништвом Јосипа Броза Тита.
Активност НКОЈ-а одржавала се у сложеним условима НОР-а, како на различитим секторима унутрашњег живота (снабдевање војске на ратиштима и становништва, обнова разорене привреде у ослобођеним крајевима, саобраћаја и др.) тако и у широкој спољнополитичкој делатности у вези са међународним признањем нове Југославије.

## Чланови владе
| Функција                                                      | Слика          | Име и презиме          | Детаљи                                                                     |
| ------------------------------------------------------------- | -------------- | ---------------------- | -------------------------------------------------------------------------- |
| Председник НКОЈ-а Повереник за народну одбрану                |                | Маршал Јосип Броз Тито |                                                                            |
| Потпредседник НКОЈ-а                                          |                | Едвард Кардељ          |                                                                            |
| Потпредседник НКОЈ-а Повереник за информације                 |                | Владислав Рибникар     |                                                                            |
| Потпредседник НКОЈ-а                                          |                | Божидар Маговац        | до 30. августа 1944.                                                       |
| Потпредседник НКОЈ-а                                          | Влада Зечевић  | Фрањо Гажи             | од 30. августа 1944.                                                       |
| Повереник за спољне послове                                   |                | Јосип Смодлака         |                                                                            |
| Повереник без портфеља и заменик Повереника за спољне послове |                | др Владимир Бакарић    |                                                                            |
| Повереник за унутрашње послове                                | Влада Зечевић  | Влада Зечевић          |                                                                            |
| Повереник за просвету                                         |                | Едвард Коцбек          |                                                                            |
| Повереник за народну привреду                                 |                | Иван Милутиновић       | погинуо 23. октобра 1944.                                                  |
| Повереник за финансије                                        |                | др Душан Сернец        |                                                                            |
| Повереник за саобраћај                                        |                | Сретен Жујовић         |                                                                            |
| Повереник за народно здравље                                  |                | др Миливој Јамбришак   | до 10. децембра 1943. /умро/                                               |
| Повереник за народно здравље                                  |                | др Златан Сремец       | од 15. јануара 1943.                                                       |
| Повереник за економску обнову                                 |                | Тодор Вујасиновић      | 7. децембра 1944. укинуто Повјереништво за економску обнову                |
| Повјереник руда                                               |                | Тодор Вујасиновић      | од 9. децембра 1944.                                                       |
| Повереник за социјалну политику                               |                | др Антон Кржишник      |                                                                            |
| Повереник за судство                                          |                | Фране Фрол             |                                                                            |
| Повереник за исхрану                                          | Миле Перуничић | Миле Перуничић         | 1. фебруара 1945. укинуто Повјереништво за исхрану                         |
| Повереник за грађевине                                        |                | др Раде Прибићевић     |                                                                            |
| Повереник за шуме и руде                                      |                | Сулејман Филиповић     | 7. децембра 1944. укинуто Повјереништво за шуме и руде                     |
| Повјереник шума                                               |                | Сулејман Филиповић     | од 9. децембра 1944.                                                       |
| Повереник за пољопривреду                                     |                | Емануел Чучков         | од 30. августа 1944.                                                       |
| Повереник за трговину и индустрију                            |                | Андрија Хебранг        | од 31. октобар 1944.                                                       |
| Повјереник индустрије                                         |                | Андрија Хебранг        | од 1. фебруара 1945, кад је основано Повјереништво индустрије              |
| Повереник за трговину и снабдевање                            |                | инг Никола Петровић    | од 1. фебруара 1945, кад је основано Повјереништво трговине и снабдијевања |

Пошто због ратних прилика сви чланови НКОЈ-а нису били на окупу, Председништво АВНОЈ-а је именовало:
- Ивана Милутиновића за заменика повереника за финансије
- Сретена Жујовића за заменика повереника за грађевине
- Тодора Вујасиновића за заменика повереника за исхрану
- Едварда Коцбека за заменика повереника за социјалну политику